# 默爾庫萊什蒂
默爾庫萊什蒂是摩爾多瓦的城市，位於該國北部，距離首都基希涅夫137公里，由弗洛雷什蒂區負責管轄，始建於1837年5月25日，面積5平方公里，2012年人口2,000。

## 外部連結
- in the list of Jewish agricultural colonies of Soroca District of Bessarabia

47°52′7″N 28°14′51″E / 47.86861°N 28.24750°E